# Acordo estratégico entre Eusko Alkartasuna e a Esquerda Abertzale

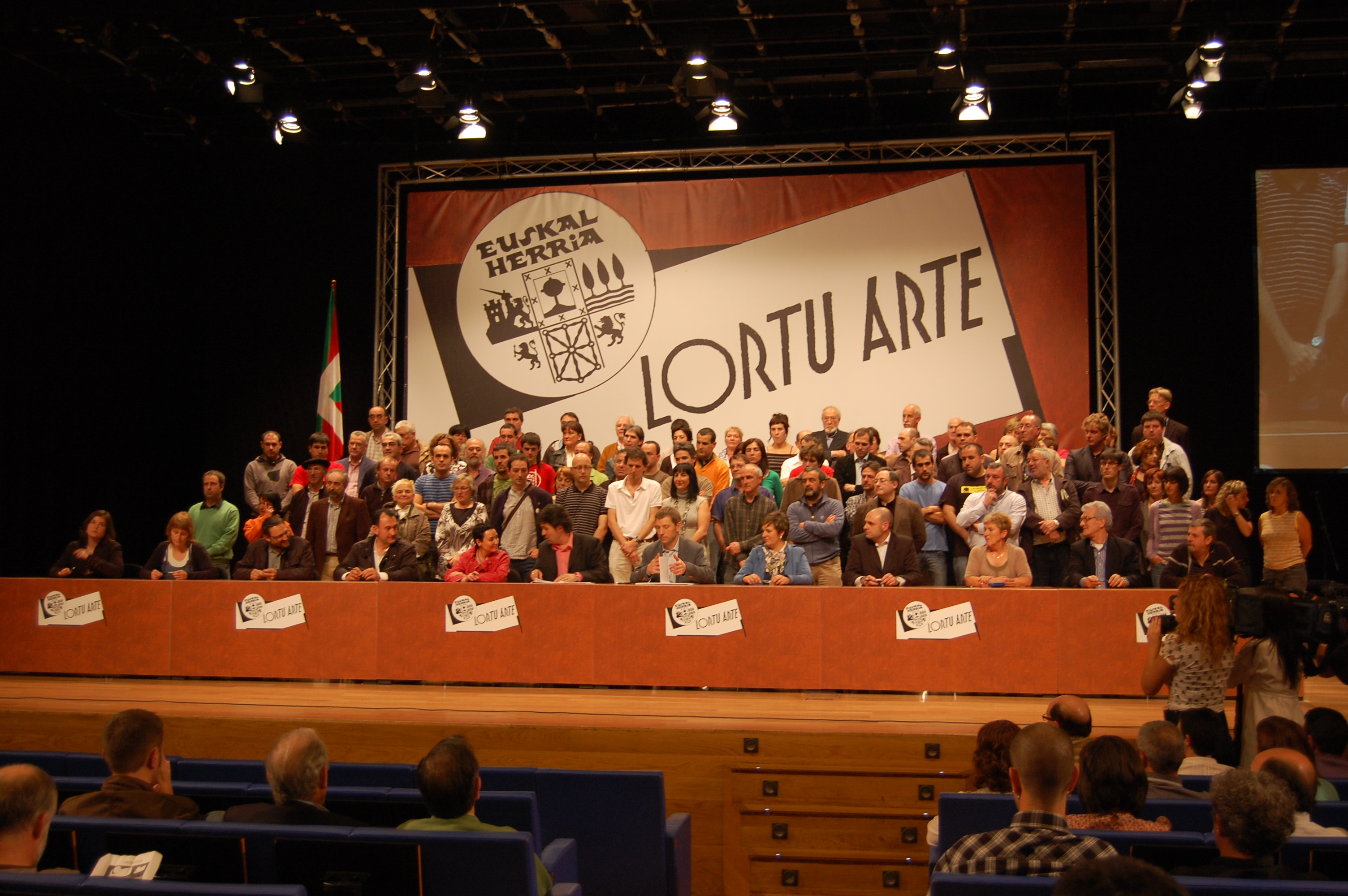
Imagem do momento da assinatura do acordo no Palacio Euskalduna.

Em 20 de junho de 2010 a direcção de Eusko Alkartasuna (EA) e antigos membros da ilegalizada Batasuna (denominados genericamente como esquerda abertzale, ainda que sem precisão) assinaram publicamente no Palácio Euskalduna de Bilbao um acordo soberanista titulado Lortu arte (Até o conseguir) e subtitulado Bases de um acordo estratégico entre forças políticas independentistas, pelo qual ambas partes se comprometeram a defender a "soberania nacional" de Euskal Herria em frente a Espanha e França.